# Kalinowice Górne
Kalinowice Górne (niem. Oberkunzendorf, po wojnie przejściowo Strankowa Górna) – wieś w Polsce położona w województwie dolnośląskim, w powiecie ząbkowickim, w gminie Ziębice.
W latach 1945–1946 istniała gmina Kalinowice Górne.
W latach 1975–1998 miejscowość administracyjnie należała do województwa wałbrzyskiego.
Do wojewódzkiego rejestru zabytków wpisany jest:
- zespół dworski, z drugiej połowy XIX w.:
  - dwór, obecnie dom nr 46
  - park, z dziedzińcem gospodarczym

Z miejscowością związany był Karl Denke (1860-1924) – niemiecki morderca i kanibal.